# Жером Ваньє
Жером Ваньє (фр. Jérôme Vanier; нар. 2 листопада 1957) — колишній французький тенісист.
Найвищу одиночну позицію світового рейтингу — 152 місце досяг 25 червня 1984 року.
Найвищим досягненням на турнірах Великого шолома було 2 коло в одиночному розряді.

## Титули на челленджерах

### Парний розряд: (1)
| Ранг | Рік  | Турнір         | Покриття | Партнер  | Суперники                           | Рахунок       |
| ---- | ---- | -------------- | -------- | -------- | ----------------------------------- | ------------- |
| 1.   | 1984 | Брешія, Італія | Ґрунт    | Жак Ерве | Алехандро Гансабаль Карлос Гаттікер | 7–5, 2–6, 6–4 |